# بانک توسعه فیلیپین
بانک توسعه فیلیپین (انگلیسی: Development Bank of the Philippines) شرکت خدمات مالی و بانکداری فیلیپینی است، که در سال ۱۹۴۷ تأسیس شد.